# Pero da Ponte
Pero da Ponte fue un poeta medieval que habría estado en activo entre 1235 y 1260. De origen gallego y escudero de profesión, Afonso Eanes do Coton lo llamó segrel:

En nossa terra, se Deus me perdon
a todo escudeiro que pede don
as mais das gentes lhe chama segrel
En nuestra tierra, si Dios me perdona
 a todo escudero que pide don
 la mayoría de la gente le llama segrel

Estuvo activo durante los reinados de Fernando III y Alfonso X.
Es autor de 53 textos: 7 cantigas de amor, 7 cantigas de amigo, 23 cantigas de escarnio, 3 sátiras literarias contra Sueiro Eanes, 1 planto burlesco, 4 serventesios morales, 2 elogios, 4 plantos, 1 tenzón y 1 partimén.